# 10802 Masamifuruya
10802 Masamifuruya (1992 UL6) là một tiểu hành tinh vành đai chính được phát hiện ngày 28 tháng 10 năm 1992 bởi K. Endate và K. Watanabe ở Kitami. Nó được đặt theo tên Masami Furuya, a research fellow ở Kawabe Observatory.